# Міхай-Віорел Гінда
Міхай-Віорел Гінда (рум. Mihail-Viorel Ghindǎ; 25 липня 1949, Бухарест — лютий 2023) — румунський шахіст, міжнародний майстер від 1978 року.

## Шахова кар'єра
Від початку 1970-х до кінця 1980-х років належав до когорти провідних румунських шахістів. Неодноразово брав участь у фіналі індивідуального чемпіонату Румунії, завоювавши вісім медалей: 4 золоті (1976, 1978, 1983, 1989), срібну (1980) та 3 бронзових (1970, 1977, 1985).
Неодноразово представляв Румунію на командних змаганнях, зокрема:
- сім разів на шахових олімпіадах (1978, 1980, 1982, 1984, 1986, 1988, 1990)[3],
- на командному чемпіонаті світу (1985)[4],
- двічі на командних чемпіонатах Європи (1973, 1977)[5],
- п'ятнадцять разів на BŁĄD; чотирнадцятиразовий призер: у командному заліку – золотий (1977), шість разів срібний (1974, 1978, 1980, 1981, 1985, 1990) і сім разів бронзовий (1975, 1979, 1982, 1983, 1984, 1986, 1988)[6].

Досягнув кількох турнірних успіхів, зокрема, в таких містах, як: Банкя (1977, поділив 2-3-тє місце), Забже (1977, посів 3-тє місце), Благоєвград (1979, посів 1-ше місце), Гайдельберг (1979, посів 1-ше місце), Варшава (1979, зональний турнір, група B, поділив 2-ге місце позаду Яна Смейкала, разом з Дьюлою Саксом), Бухарест (1980, поділив 3-тє місце позаду Олександра Бєлявського і Міхая Шуби, разом з Константіном Іонеску), Баньє (1980, поділив 2-3-тє місце), Гамбург (1980, поділив 1-2-ге місце) і Нетанья (1987, посів 1-ше місце).
Найвищий рейтинг Ело в кар'єрі мав станом на 1 січня 1988 року, досягнувши 2500 очок ділив тоді 3-тє місце (позаду Міхая Шуби і Флоріна Георгіу, разом з Паріком Стефановим) серед румунських шахістів). Починаючи з 2000 року не бере участі в турнірах під егідою ФІДЕ.

## Зміни рейтингу
| На цьому місці має відображатися графік чи діаграма, однак з технічних причин його відображення наразі вимкнено. Будь ласка, не видаляйте код, який викликає це повідомлення. Розробники вже працюють для того, щоби відновити штатне функціонування цього графіка або діаграми. | |
| | На цьому місці має відображатися графік чи діаграма, однак з технічних причин його відображення наразі вимкнено. Будь ласка, не видаляйте код, який викликає це повідомлення. Розробники вже працюють для того, щоби відновити штатне функціонування цього графіка або діаграми. |